# Gymkata
Gymkata is een Amerikaanse martialartsfilm uit 1985 geregisseerd door Robert Clouse. Het verhaal is gebasserd op het boek The Terrible Game van auteur Dan Tyler Moore. De film werd geproduceerd door Metro-Goldwyn-Mayer.

## Verhaal[2]
"The Game" is een atletische competitie in het fictieve land Parmistan ergens in de Hindoekoesj. "The Game" wordt gestreden tussen buitenlanders en de inheemse krijgers. Als een buitenlander wint, krijgt hij gratie en mag een wens doen.
De Amerikaanse atleet Jonathan Cabot wordt benaderd door de "Special Intelligence Agency" (SIA) om deel te nemen. Hun bedoeling is een Amerikaanse spionagesatelliet in de ruimte te brengen die alle andere satellieten controleert en potentiële nucleaire aanvallen detecteert. Daarbij beweert SIA dat Johns missende vader een geheim agent was die naar Parmistan vertrok. Hun overtuigingskracht is zo sterk dat Jonathan akkoord gaat.
Hij krijgt een training in vechtkunst van een Japanse guru en de gevluchte Parmistaanse prinses Rubali. De mengeling van deze martialarts met zijn gymnastiek leidt tot een nieuwe vechtstijl: gymkata. Vervolgens dringt Jonathan via de Kaspische Zee Parmistan binnen.
In Parmistan wordt de prinses ontvoerd. Jonathan kan de ontvoerders met gymkata uitschakelen en bevrijdt de prinses. Hij trekt zich terug in een zoutmijn, maar hij wordt verraden door een vertrouwenspersoon die op het punt staat hem over te leveren aan de Parmistaanse overheid. Jonathan wordt gered door SIA.
Jonathan en Rubali vluchten met een raft en varen via een rivier het land verder in. Daar worden ze gevangengenomen door de Parmistaanse krijgers en overgebracht naar het koninklijk paleis waar hij andere buitenlanders ontmoet die aan "The Game" deelnemen. Rubali vertelt waarom zij gevlucht is: ze zoekt help omdat commandant Zamir (de rechterhand van de koning en manager van "The Game") een staatsgreep wil plegen, de satelliet wil verkopen aan een vijand en met Rubali wil trouwen.
"The Game" begint en al snel wordt duidelijk dat Zamir het spel manipuleert en via achterpoortjes de regels overtreedt. Tegelijkertijd start de staatsgreep en het leger van de koning wordt overwonnen.
De deelnemers sneuvelen een voor een en Jonathan is de laatste overlevende. Hij wordt gevangengenomen door woestelingen, maar wordt gered door een Parmistaanse krijger. Deze krijger blijkt zijn vader te zijn. Hij nam effectief deel aan het spel, maar verwondde zich en kon de Parmistaanse krijgers overtuigen om hem te laten leven omdat hij een goede aanwinst voor hen zou zijn.
Zamir komt Jonathan en zijn vader op het spoor. Hij doorboort laatstgenoemde met een pijl. Het komt tot een gevecht tussen Jonathan en Zamir waarbij Zamir wordt uitgeschakeld met gymkata.
In tussentijd kon Rubali de koning overtuigen dat Zamir de monarchie wil afschaffen en de troon moet redden. Samen roepen ze het volk op om ten strijde te trekken tegen het leger van Zamir; een succesvolle actie.
Jonathan bereikt de eindstreep. Bij hem is zijn gewonde vader die nog leeft, maar de pijl zit nog in zijn lichaam. Het volk roept Jonathan uit tot winnaar en zodoende kan SIA de spionagesatelliet lanceren.

## Rolverdeling
| Acteur                | Personage        |
| --------------------- | ---------------- |
| Kurt Thomas           | Jonathan Cabot   |
| Tetchie Agbayani      | Princess Rubali  |
| Richard Norton        | Commander Zamir  |
| Edward Bell           | Paley            |
| John Barrett          | Gomez            |
| Conan Lee             | Hao              |
| Bob Schott            | Thorg            |
| Buck Kartalian        | the Kahn         |
| Eric Lawson           | Colonel Cabot    |
| Sonny Barnes          | Westerse trainer |
| Tadashi Yamashita     | Oosterse trainer |
| Sharan Lea            | Connie           |
| Zlatko Pokupec        | Mackle           |
| Slobodan Dimitrijević | Tamerlane        |
| Ivo Kristof           | Brockschmidt     |

## Nominatie
| Wedstrijd                    | Categorie      | Ontvanger(s) | Resultaat   | Ref.  |
| ---------------------------- | -------------- | ------------ | ----------- | ----- |
| Golden Raspberry Awards 1985 | Worst New Star | Kurt Thomas  | Genomineerd | [ 4 ] |